# Mayor Buratovich
Mayor Buratovich je mjesto u Partidu de Villarinu (na slici je općina Villarino), na krajnjem jugoistoku pokrajine Buenos Aires u Argentini.

## Zemljopisni položaj
Nalazi se 93 km južno od Bahíe Blance, na 39°15'48" južne zemljopisne širine i 62°37'02" zapadne zemljopisne dužine.

## Ime
Ime je dobilo u čast hrvatskog iseljenika Jakova Buratovića (u Argentini znanog i kao Santiago Buratovich), argentinskom vojnom inženjeru iz 1870-ih.

## Vanjske poveznice
- Red Ecoclubes Buratovich
- Proyecto Un Vagón Hermoso
- Zemljopisne koordinate
- Pesca en Buratovich  Arhivirana inačica izvorne stranice od 30. travnja 2007. (Wayback Machine)